# Кондиційний продукт
Кондиційний продукт,(рос. кондиционный продукт, англ. standard product, англ. off-the-shelf product, commercial product, selling product, sale product, нім. Konditionsprodukt n) — у збагаченні корисних копалин — продукт, який відповідає встановленій сукупності вимог щодо якості, агрегатного стану, транспортабельності, вмісту шкідливих та баластних домішок і т.і. і не потребує подальшої обробки для використання за основним призначенням.